# An der Saale hellem Strande

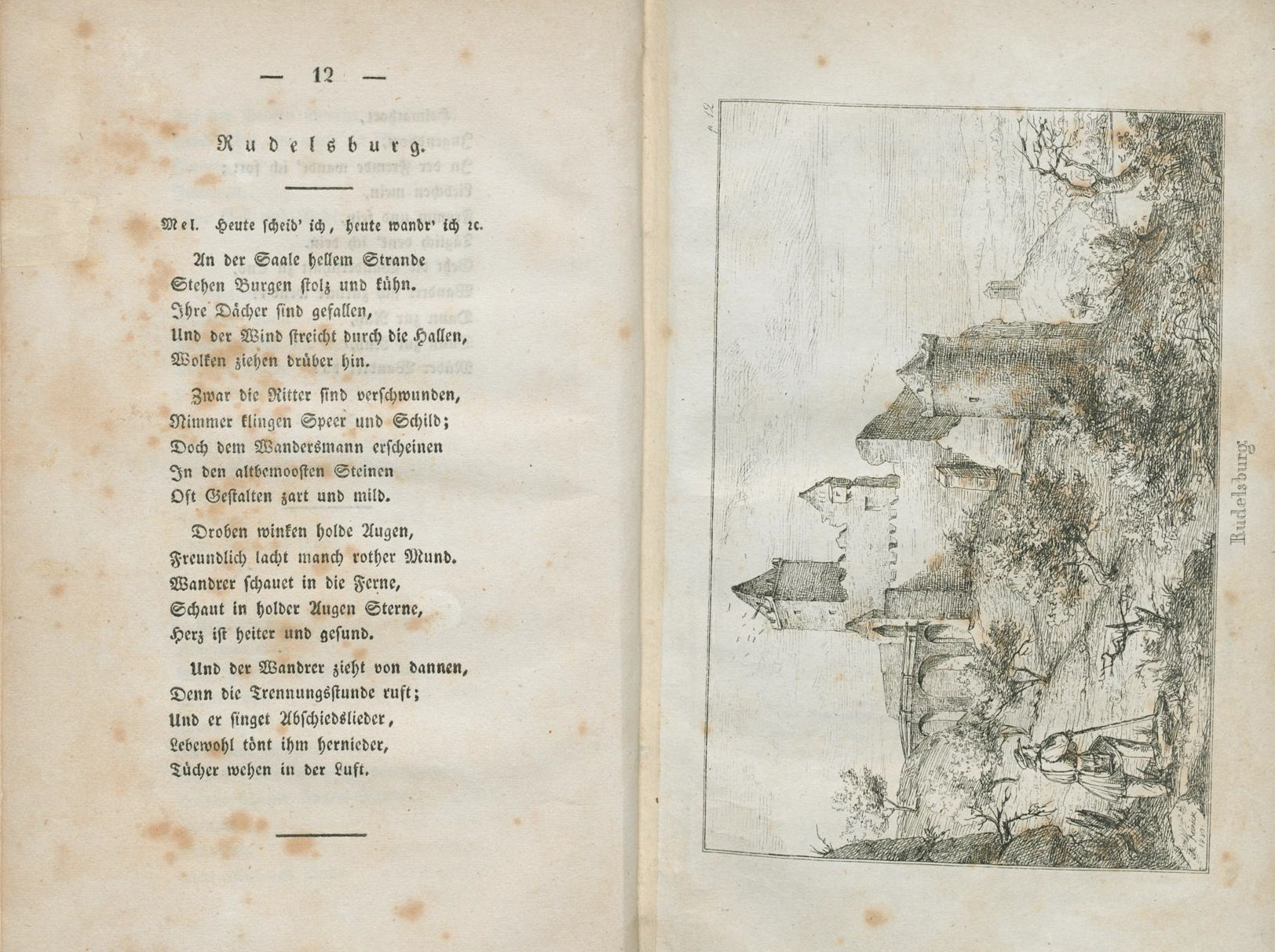
An der Saale Hellem Strande, první tisk (Franz Kugler, Skizzenbuch (1830)), kresba zachycující Rudelsburg

An der Saale hellem Strande je německá píseň, kterou složil v roce 1826 Franz Kugler v Rudelsburgu. Kugler použil melodii (op. 27 č. 1) od Friedricha Ernsta Fescy, který ji původně napsal v roce 1822 na text Friedricha („malíře“) Müllera Loučení vojáků (Soldatenabschied) (Heute scheid ich, morgen wandr’ ich – Dnes se loučím, zítra odcházím).
Kromě samotného Rudelsburgu je zmiňována především oblast kolem Halle (Saale), v první sloce je jmenován hrad Giebichenstein, dále také Moritzburg .

## Text (1830)
An der Saale hellem Strande

Stehen Burgen stolz und kühn.

Ihre Dächer sind gefallen,

Und der Wind streicht durch die Hallen,

Wolken ziehen drüber hin.

Zwar die Ritter sind verschwunden,

Nimmer klingen Speer und Schild;

Doch dem Wandersmann erscheinen

In den altbemoosten Steinen

Oft Gestalten zart und mild.

Droben winken holde Augen,

Freundlich lacht manch rother Mund.

Wandrer schauet in die Ferne,

Schaut in holder Augen Sterne,

Herz ist heiter und gesund.

Und der Wandrer zieht von dannen,

Denn die Trennungsstunde ruft;

Und er singet Abschiedslieder,

Lebewohl tönt ihm hernieder,

Tücher wehen in der Luft.